# Thuộc địa Transvaal
Thuộc địa Transvaal (tiếng Afrikaans: Transvaalkolonie; tiếng Anh: Transvaal Colony) là tên gọi được dùng để chỉ khu vực Transvaal trong thời kỳ người Anh trực tiếp cai trị và chiếm đóng quân sự nửa sau Chiến tranh Boer thứ hai vào năm 1902 khi Cộng hòa Nam Phi (Transvaal) bị giải thể, và Liên hiệp Nam Phi được thành lập vào năm 1910. Biên giới của Thuộc địa Transvaal lớn hơn Cộng hòa Nam Phi (Transvaal) đã bị đánh bại (tồn tại từ năm 1856 đến năm 1902). Năm 1910, toàn bộ lãnh thổ trở thành Tỉnh Transvaal của Liên hiệp Nam Phi.